# Khardong
Khardung (localmente pronunciado como Khardong) es una localidad de la India situada en el distrito de Leh, en el territorio de Ladakh. Según el censo de 2011, tiene una población de 468 habitantes.
Está situada a una altura estimada de 5600 metros sobre el nivel del mar.
El paso, puerta de entrada a los valles de Shyok y Nubra, se construyó en 1976 y se abrió a los vehículos en 1988. Actualmente es mantenido por el ejército indio, especialmente para suministrar mercancías al glaciar Siachen.

## Turismo
Los visitantes pueden conducir hasta Khardungla Pass a través de una de las carreteras más altas del mundo, pero se les recomienda pasar el menor tiempo posible en la cumbre.

## Clima
La cima del paso suele estar cubierta de nieve durante la mayor parte del año. Las temperaturas en Khardungla son muy variables y, por tanto, muy difíciles de predecir. Sin embargo, la temperatura media en verano alcanza los 20 °C, mientras que en invierno puede descender hasta los -40 °C.